# Cap Boullanger (Australie-Occidentale)
Pour les articles homonymes, voir Cap Boullanger.
Appelé Cape Boullanger en anglais, le cap Boullanger est un cap australien qui constitue le point le plus septentrional de l'île Dorre, une île de l'océan Indien fermant le golfe communément appelé baie Shark, sur la côte ouest de l'Australie-Occidentale. Situé face au Cap Couture, lequel se trouve à la pointe sud de l'île Bernier, il a été nommé par l'expédition vers les Terres Australes du Français Nicolas Baudin en l'honneur de Charles-Pierre Boullanger, monté à bord du Géographe en tant que géographe.